# 1923 no desporto

## Eventos

### Automobilismo
- 26 de maio - Estreia das 24 Horas de Le Mans, França, no Circuito de La Sarthe, inicialmente uma competição com o intuito de contribuir para a evolução do automóvel, sendo a principal prova do Campeonato Mundial de Endurance da FIA, apontada como a maior corrida do planeta.[1][2]
- 27 de maio - A dupla francesa André Lagache e René Léonard é a vencedora na primeira edição nas 24 Horas de Le Mans.[1]
- 30 de maio - Tommy Milton se torna o primeiro piloto a ganhar duas edições nas 500 Milhas de Indianápolis.

### Futebol
- 25 de março - É Fundado o Sampaio Corrêa Futebol Clube em São Luís, Maranhão.
- 23 de julho - É fundado no Rio de Janeiro o River Futebol Clube.
- 12 de agosto - O Club de Regatas Vasco da Gama, fundado por portugueses, após chegar a 1ª divisão carioca, é campeão carioca pela primeira vez com uma rodada de antecedência, com um time de negros, operários e analfabetos, chocando os clubes tradicionais (Flamengo, Fluminense e Botafogo) que só aceitavam atletas da elite.
- 1 de setembro - É fundado o Avaí Futebol Clube, de Florianópolis, Santa Catarina.

### Xadrez
- 1 a 18 de fevereiro - Torneio de xadrez de Ostrava, vencido por Emanuel Lasker.[3]
- 27 de abril a 22 de maio - Torneio de xadrez de Carlsbad, vencido por Alexander Alekhine.[4]

## Nascimentos
| Data          | Nome           | Profissão                                | Nacionalidade  | Observações | Ref   |
| ------------- | -------------- | ---------------------------------------- | -------------- | ----------- | ----- |
| 1 de setembro | Rocky Marciano | pugilista americano                      | Estados Unidos | m. 1969     | [ 5 ] |
| 10 de outubro | Murray Walker  | narrador e comentarista de automobilismo | Reino Unido    | m. 2021     | [ 6 ] |

## Mortes
| Data | Nome | Profissão | Nacionalidade | Observações | Ref |
| ---- | ---- | --------- | ------------- | ----------- | --- |